# NGC 2547
NGC 2547 är en öppen stjärnhop i stjärnbilden Seglet. Dess stjärnor uppskattas vara mellan 20 och 35 miljoner år gamla.